# 박선영 (방송인)
박선영(朴善英, 1982년 1월 25일 ~ )은 대한민국의 프리랜서 아나운서이다.

## 생애
- 아나운서 학원에서 1년간 수강 후, 2007년에 지상파 방송사인 SBS 공채 15기 아나운서로 입사해서 《접속! 무비월드》 MC와 올림픽 프로그램 MC, 메인 뉴스인 《SBS 8 뉴스》 메인 앵커우먼을 맡아 SBS의 간판 여자 아나운서로 활약했다. 특히 주말 SBS 8시 뉴스를 2008년부터 2011년까지 진행하였다.
- SBS 파워 FM의 《박선영의 씨네타운》의 메인 DJ, 《궁금한 이야기 Y》의 메인 스토리 텔러, 《본격연예 한밤》의 메인 MC 등을 맡았다.
- 2009년 SBS 연예대상에서 아나운서상을 수상하였으며, 2020년 2월 2일에 12년여 동안의 SBS에서의 아나운서 활동을 끝내고 프리랜서 선언하였다. 자신이 진행했던 《본격연예 한밤》과 《씨네타운》을 후배인 장예원 아나운서에게 인계하였다.
- 2020년 10월부터 멜론의 멜론 스테이션에서 《영화&박선영입니다》를 진행하고 있다.

## 경력
- 2007년 10월 ~ 2020년 2월, SBS 공채 15기 아나운서
- 2008년, 대검찰청 명예 검사
- 2011년 12월,  공명선거 홍보대사 위촉
- 2012년 ~ 2014년,  중앙선거관리위원회 홍보대사 위촉
- 2016년, 통계청 경제 총 조사 홍보대사
- 2016년, 2018 평창 동계올림픽 및 동계패럴림픽대회 아나운서 홍보대사
- 2020년 4월, 에스엠컬처앤콘텐츠와 전속계약

## 수상
- 2009년 SBS 연예대상 아나운서상
- 2018년 제45회 한국방송대상 아나운서상
- 2021년 MBC 방송연예대상 여자 MC상

## 방송 경력

### SBS 전 아나운서 소속

#### 뉴스
- SBS 8 뉴스(주말, 2008년 5월 10일 ~ 2011년 3월 20일)
- SBS 8 뉴스(평일, 2011년 3월 21일 ~ 2014년 7월 18일)
- 2010 SBS 국민의 선택(6월 2일 지방 선거)
- 2012 SBS 국민의 선택(19대 국회의원 선거, 18대 대통령 선거)
- 2014 SBS 국민의 선택(6월 4일 지방 선거)
- 2016 SBS 국민의 선택(20대 국회의원 선거)
- 2017 SBS 국민의 선택(19대 대통령 선거)
- 2018 SBS 국민의 선택(6월 13일 지방 선거)
- SBS 뉴스토리(2015년 12월 12일 ~ 2017년 2월 25일)

#### 시사
- 특별 생방송, 대통령과의 대화
- 궁금한 이야기 Y(2016년 2월 19일 ~ 2020년 1월 31일)

#### 예능
- 접속! 무비월드
- 일요일이 좋다 - 기적의 승부사
- 추석특집 스타커플 최강전
- 런닝맨
- 세대공감 1억 퀴즈쇼
- 백종원의 3대 천왕 스페셜 MC
- 본격연예 한밤 (2016년 12월 6일 ~ 2020년 1월 29일)

#### 교양
- SBS 애니갤러리
- 끊임없는 도전
- 좋은 아침, 플러스 원
- 2012 물 환경대상 시상식: 에코 프러포즈
- 2017 SBS 특별기획 대선주자 국민면접
- 2025 MBC 이유 있는 공간 건축 여행자

#### 스포츠
- SBS 2010 밴쿠버 프라임타임
- SBS 런던 2012
- SBS 소치 2014
- SBS 풋볼매거진 골!
- SBS 평창 2018
- SBS 2018 러시아 월드컵

#### 라디오
- SBS 정오종합뉴스
- 컬투쇼
- 박선영의 씨네타운 메인 DJ

### 프리랜서 활동

#### 예능
- tvN 《유 퀴즈 온 더 블럭》
- MBC 《아무튼 출근》 진행
- MBC 구해줘! 홈즈
- 헬로!플레이트 (2020년 12월 10일 ~ )
- SBS 신발 벗고 돌싱포맨
- 2022년 JTBC 《마녀체력 농구부》 - 고정출연
- TV조선 《골프왕 4》 - 고정출연
- KBS2 《옥탑방의 문제아들》- 게스트
- SBS 《꼬리에 꼬리를 무는 그날 이야기》- 게스트
- MBC 《이유 있는 건축》- 진행

#### 라디오
- KBS 쿨FM 《박명수의 라디오쇼》 - 게스트
- 2021년 멜론 스테이션 영화&박선영입니다 - 진행

#### 스포츠
- 네이버 스포츠 박선영의 에이트 - 진행

## 기타

#### 별명
8뉴스 앵커 시절 발음을 틀리지 않기 위에 입술을 오므려 발음하던 것이 네티즌 및 시청자에게 포착되어 '뽀뽀녀' '뽀디'라는 별명이 생기기도 했다. 